# Dion Welton
Dion Welton (* 1963) ist ein ehemaliger US-amerikanisch-deutscher Basketballspieler.

## Laufbahn
Welton, ein 1,85 Meter großer, aus Marion im US-Bundesstaat Indiana stammender Aufbauspieler, gehörte in der Saison 1981/82 der Hochschulmannschaft der West Chester University im Bundesstaat Pennsylvania an. In zehn Saisonspielen erzielte er im Durchschnitt 0,8 Punkte je Begegnung. Anschließend spielte er bis 1986 an der St. Thomas University in Miami (Bundesstaat Florida).
Dank seiner deutschen Abstammung wechselte der über die deutsche Staatsbürgerschaft verfügende Welton zum Jahresbeginn 1987 zur BG Steiner-Optik Bayreuth in die deutsche Basketball-Bundesliga. Welton verließ Bayreuth in der Winterpause 1987/88 wieder. Im weiteren Verlauf der Saison 1987/88 spielte Welton für die Mississippi Jets in der US-Liga Continental Basketball Association (CBA). Er bestritt 27 Spiele für die Mannschaft. Bei den Jets, die von Tom Schneeman betreuten wurden, standen damals auch Donald Mason und Derrick Taylor im Aufgebot.
Im Juni 2009 wurde Welton, Inhaber eines Beratungs- und Vermarktungsunternehmens, festgenommen. Im Februar 2010 wurde er wegen betrügerischer Geschäftspraktiken zu einer Haftstrafe von viereinhalb Jahren verurteilt. Er kam nach rund zweieinhalb Jahren frei. In der Haft wandte sich Welton dem christlichen Glauben zu, schrieb darüber ein Buch und gründete eine religiöse Bewegung. Er wurde nach der Freilassung als Vortragsredner und Rundfunkmoderator für religiöse Themen tätig. Im März 2019 wurde Welton im Bundesstaat Georgia festgenommen, er war zuvor zur Fahndung ausgeschrieben worden, da ihm unter anderem Betrug vorgeworfen wurde.